# Ali Lajami
Ali Lajami (Qatif, 24 de abril de 1996) es un futbolista saudí que juega en la demarcación de defensa para el Al-Hilal Saudi F. C. de la Liga Profesional Saudí.

## Selección nacional
Tras jugar en varias categorías inferiores de la selección, finalmente hizo su debut con la selección absoluta de Arabia Saudita el 19 de noviembre de 2019 en un encuentro amistoso contra Paraguay que finalizó con un resultado de empate a cero.

## Clubes
| Club                 | País           | Año       | Partidos | Goles |
| -------------------- | -------------- | --------- | -------- | ----- |
| Al-Khaleej F. C.     | Arabia Saudita | 2015-2018 | 58       | 4     |
| Al-Fateh S. C.       | Arabia Saudita | 2018-2020 | 41       | 1     |
| Al-Nassr F. C.       | Arabia Saudita | 2020-2025 | 133      | 2     |
| Al-Hilal Saudi F. C. | Arabia Saudita | 2025-     | 1        | 0     |